# أمانة الكومنولث
أمانة الكومنولث (بالإنجليزية: Commonwealth Secretariat) هي الوكالة الحكومية الدولية الرئيسية والمؤسسات المركزية لدول الكومنولث. وهي مسؤولة عن تسهيل التعاون بين الأعضاء؛ وتنظيم الاجتماعات، بما في ذلك اجتماعات رؤساء حكومات الكومنولث؛ والمساعدة والمشورة بشأن تطوير السياسات؛ وتقديم المساعدة للبلدان في تنفيذ قرارات وسياسات الكومنولث.
للأمانة صفة مراقب في الجمعية العامة للأمم المتحدة. تقع في منزل مارلبورو في لندن، بالمملكة المتحدة، وهو مقر إقامة ملكي سابق منحته الملكة إليزابيث الثانية، لرئيسة الكومنولث.

## التاريخ
تم إنشاء الأمانة العامة من قبل رؤساء الحكومات في عام 1965، حيث تولى العديد من وظائف مكتب علاقات الكومنولث التابع لحكومة المملكة المتحدة، كجزء من تغيير كبير في منظمة الكومنولث. وفي الوقت نفسه، نجحت المملكة المتحدة في الدعوة إلى إنشاء المنظمة الشقيقة للأمانة العامة، وهي مؤسسة الكومنولث التي تأسست لتعزيز العلاقات غير الحكومية وتعزيز شبكة أسرة الكومنولث للمجتمعات المدنية. وكان هناك محاولات أخرى من قبل الأعضاء لإنشاء هيئات مركزية مماثلة، مثل المؤتمر الطبي (مقترح من قبل نيوزيلندا)، وبنك التنمية (جامايكا)، وفشلت مؤسسة للاتصالات الساتلية (كندا).
كان إنشاء الأمانة نفسها مسألة خلافية. كانت المملكة المتحدة وغيرها من البلدان الراسخة تأمل في إبطاء تيار التوسع في عضوية الكومنولث لمنع إضعاف سلطتها التقليدية داخل الكومنولث (خاصة بعد قبول قبرص). قد يكون هذا ينطوي على كومنولث مزدوج المستوى، مما يتطلب استمرار تنظيم تعاون الكومنولث من خلال الاجتماعات، بدلاً من إدارة مركزية. ومع ذلك، كان أعضاء أفريقي جديد أكثر حرصا على خلق بين الحكومتين "تبادل المعلومات المركزي المستقل (كما غانا الصورة كوامي نكروما وصفه) لإزالة الطاقة من سيادات القديمة. ميلتون أوبوتي كان أول من يقترح أمانة بعنوان تحديدا، وكان في حينها اقترح رسميا من قبل اريك وليامز من ترينيداد وتوباغو، الذين يرغبون في رؤيته استنادا إلى أمانات منظمة الدول الأمريكية، المجموعة الاقتصادية الأوروبية، ومنظمة الوحدة الأفريقية.
وقد بُذلت محاولات سابقة لتشكيل أمانة مركزية وفشلت. اقترحت أستراليا التأسيس أربع مرات (في 1907 و1924 و1932 و1944)، بينما قدمت نيوزيلندا أيضًا مقترحات في عامي 1909 و1956.

## العاملين
الرئيس التنفيذي للأمانة العامة والكومنولث ككل هو الأمين العام للكومنولث. جميع موظفي الأمانة العامة مسؤولون أمام الأمين العام، وهو المسؤول أيضًا عن إنفاق ميزانية الأمانة التي يمنحها رؤساء الحكومات. الأمين العام، وليس الرئيس الشرفي للكومنولث، هو الذي يمثل الكومنولث علانية. يتم انتخاب الأمين العام من قبل رؤساء الحكومات في اجتماعات رؤساء حكومات الكومنولث لمدة أربع سنوات؛ سابقًا، حتى عام 2000، كانت المدة خمس سنوات. الأمينة العامة الحالية هي باتريشيا اسكتلندا من دومينيكا، والتي حلت محل كاماليش شارما كأمين عام في 1 أبريل 2016.

## المقر
يقع المقر الرئيسي للأمانة العامة في مارلبورو هاوس، في لندن، المملكة المتحدة. يقع مارلبورو هاوس في بال مول، وستمنستر، بجوار قصر سانت جيمس ،والذي يعد رسميًا موقع الديوان الملكي البريطاني. كان منزل مارلبورو في السابق مسكنًا ملكيًا في حد ذاته، ولكن تم منحه من قبل الملكة إليزابيث الثانية، رئيسة الكومنولث، إلى الحكومة البريطانية في سبتمبر 1959 لاستخدامه لأغراض الكومنولث. في عام 1965، انتقل المبنى إلى الأمانة العامة عند تأسيسه. تم تصميم المبنى نفسه من قبل السير كريستوفر رين وخدم كمقر إقامة في لندن لدوقات مارلبورو حتى تم منحه للأميرة شارلوت في عام 1817.